# Karl W. Wagner
Karl Werner Wagner (* 1966) ist ein österreichischer Unternehmensberater.

## Leben
Wagner studierte Maschinenbau mit der Fachrichtung Betriebswissenschaften an der Technischen Universität Wien und promovierte danach. Von 1992 bis 1996 war er Universitätsassistent am Institut für Betriebswissenschaften (IBAB) – Abteilung Betriebstechnik und ist derzeit am selben Institut als Universitätslektor für Prozessmanagement und TQM tätig. Als geschäftsführender Gesellschafter einer Unternehmensberatung berät er seit 1996 mit den Schwerpunkten im Management Consulting: Strategie- und Organisationsentwicklung, TQM, Qualitäts- und Prozessmanagement und Projektmanagement. Seit 2003 ist er Vorstand der Gesellschaft für Prozessmanagement und der Projektmanagement Austria (PMA).
Seit 1994 ist er Lehrgangsleiter der Qualitätsmanagementausbildung im Wiener Wirtschaftsförderungsinstitut sowie im Rahmen des Internationalen Know-how Transfers der Wirtschaftskammer Österreich mit den Schwerpunkten Organisation und Führung sowie Referent an der Fachhochschule Wien für Unternehmensführung, Universitätslektor an der Technischen Universität Wien und Lektor an der Donau-Universität Krems im Rahmen des „Quality Master“, „Process Master“.
Wagner ist Gewinner des Trainer Awards 2006 für seine "Ausbildung zum/zur Prozessmanager/in ISO 15504:2004" der Wirtschaftskammer Österreich.

## Werke
- Qualitätsmanagement, Leitfaden für Studium und Praxis,(6. Auflage) im Carl Hanser Verlag, 2016, ISBN 978-3-446-44840-7 (Buch)/ISBN 978-3-446-44712-7 (E-Book; gemeinsam mit Franz J. Brunner)
- Performance Excellence II. Carl Hanser Verlag, 2015. ISBN 978-3-446-43024-2. (gemeinsam mit Gerold Patzak)
- Wertstromorientiertes Prozessmanagement: Effizienz steigern, Verschwendung reduzieren, Abläufe optimieren.  Carl Hanser Verlag, 2013. ISBN 978-3-446-43024-2 (gemeinsam mit Alexandra Lindner)
- PQM – Prozessorientiertes Qualitätsmanagement (6. Auflage). ISBN 978-3-446-43570-4. (gemeinsam mit Roman Käfer)
- Taschenbuch Qualitätsmanagement (5., überarb. Aufl.) Carl Hanser Verlag, 2011. ISBN 978-3-446-42516-3. (gemeinsam mit Franz J. Brunner)
- Reifegrad nach ISO/IEC 15504 (SPiCE) ermitteln. Carl Hanser Verlag, 2008. ISBN 978-3-446-40721-3. (gemeinsam mit Walter Dürr)
- Qualitätsmanagement für KMU Carl Hanser Verlag, 2006. ISBN 3-446-40229-2. (gemeinsam mit Matthias Zacharnik)